# کولومنا لوکوموتیو

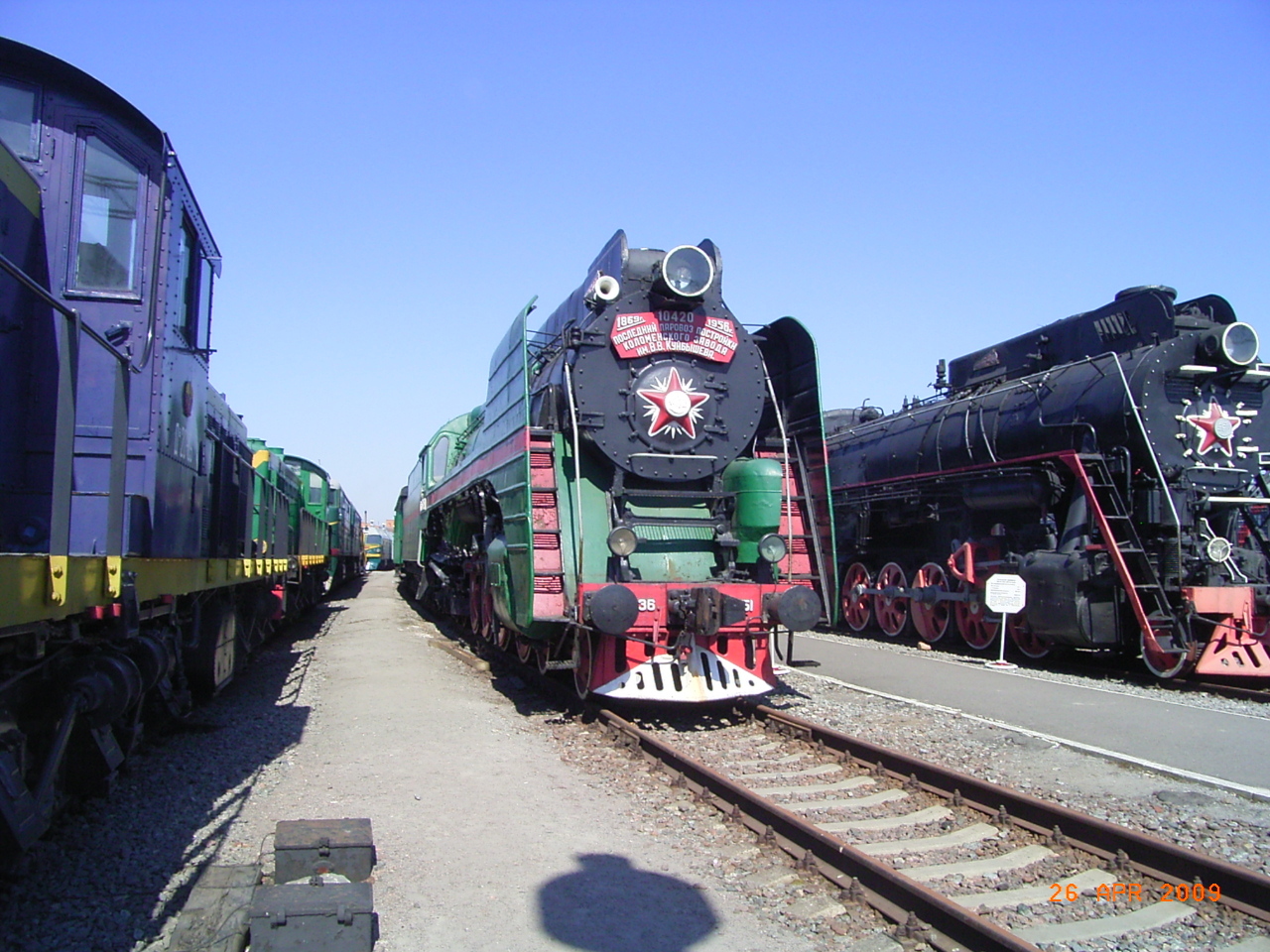
آخرین لوکوموتیو بخار ساخته شده

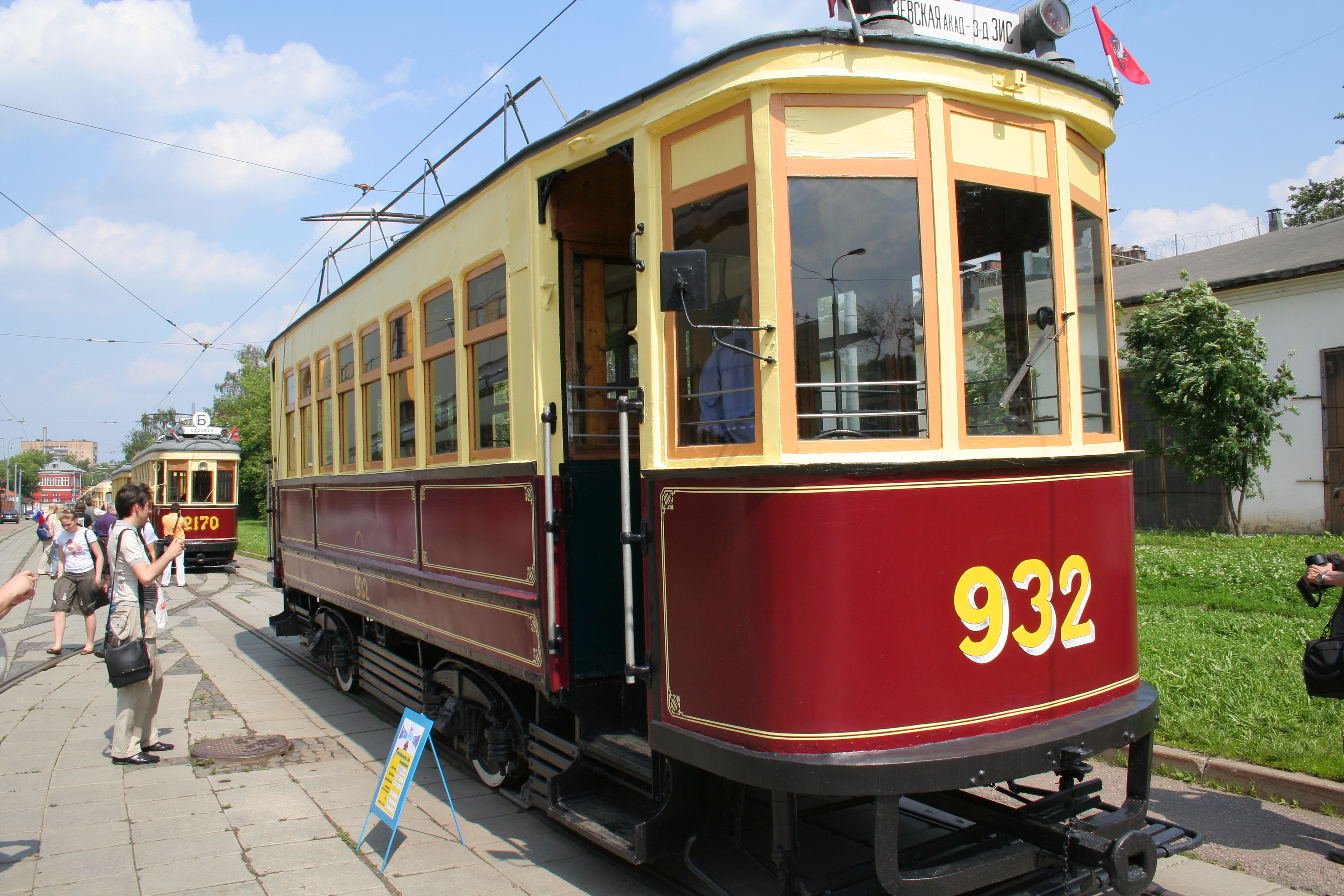
تراموا تولید کارخانه کولومنا در دهه ۱۹۱۰

 کولومنا لوکوموتیو تولیدکننده نامدار لوکوموتیوهای ریلی در روسیه است. این کارخانه تولید را در سال ۱۸۶۹ با یک لوکوموتیو بخار باری، آغاز کرد. در دوران امپراتوری روسیه پیش از انقلاب کمونیستی روسیه، کولومنا لوکوموتیو یکی از چند تولیدکننده در روسیه بود. در طول این دوره ۱۳۹ نوع لوکوموتیو بخار طراحی شده است. این شرکت در حال حاضر بخشی از ترنس‌مش‌هلدینگ است.

## نگارخانه

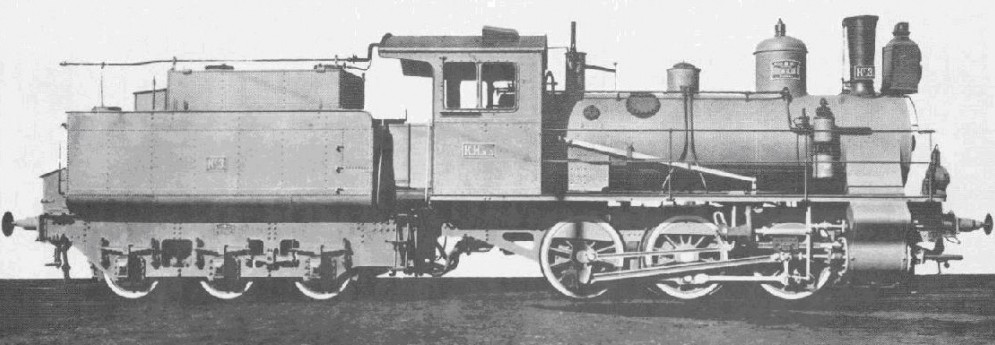
لوکوموتیو بخار، نوع ۱۳۲
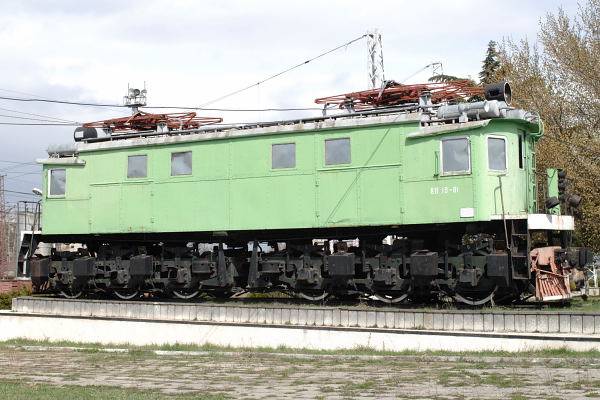
لوکوموتیو الکتریکی VL19
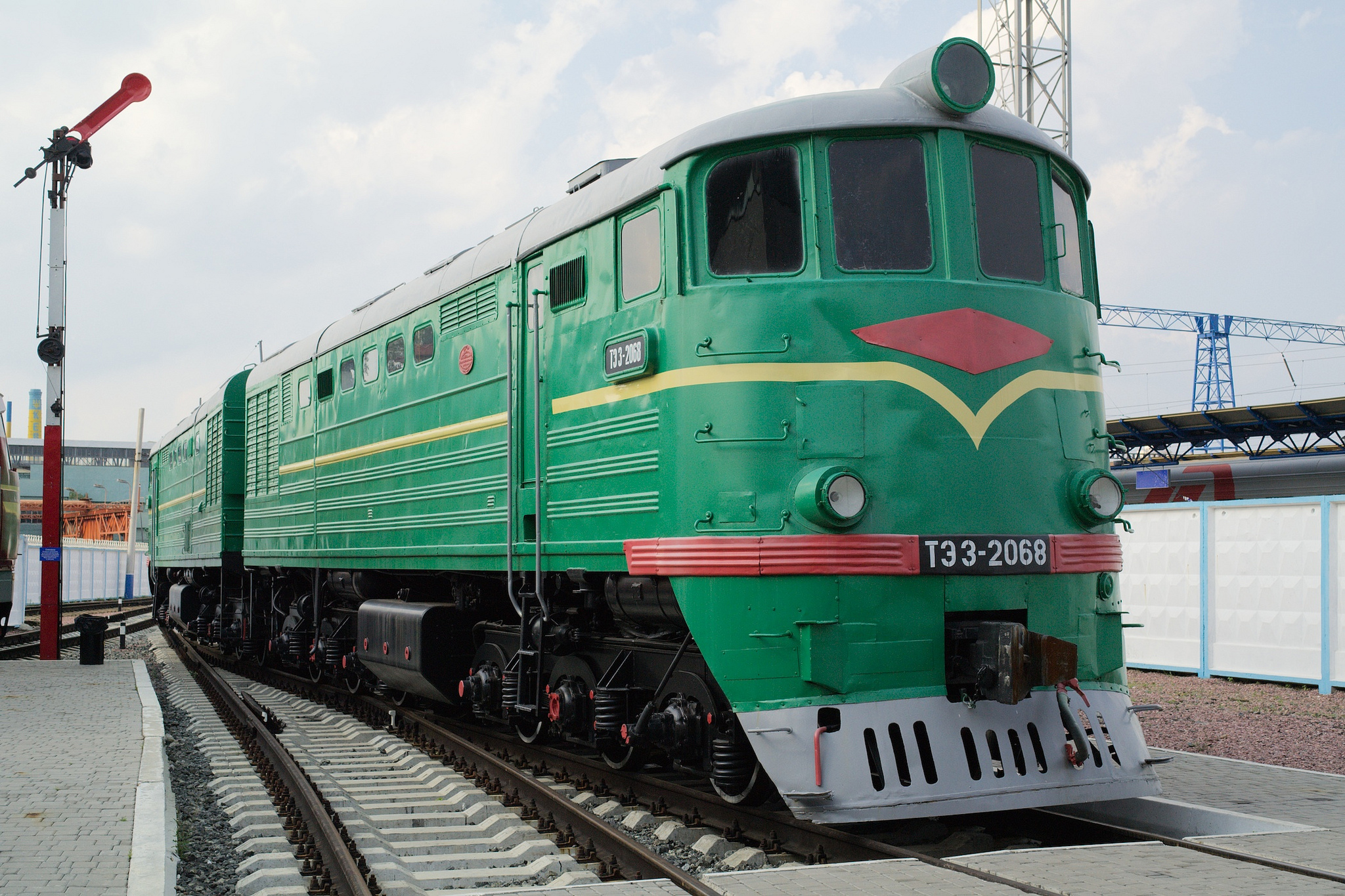
گونه‌ای لوکوموتیو دیزلی
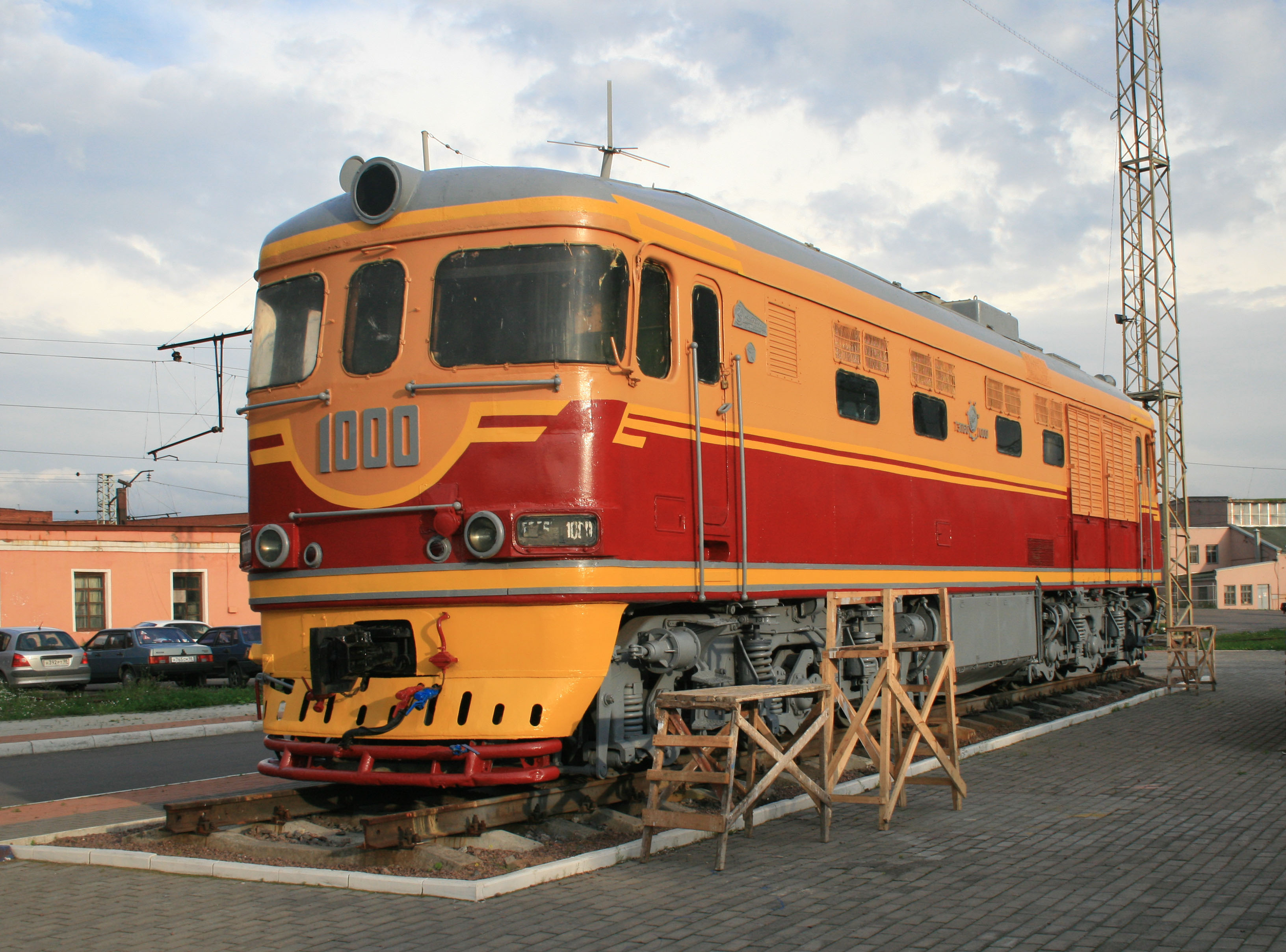
لوکوموتیو TEP-60
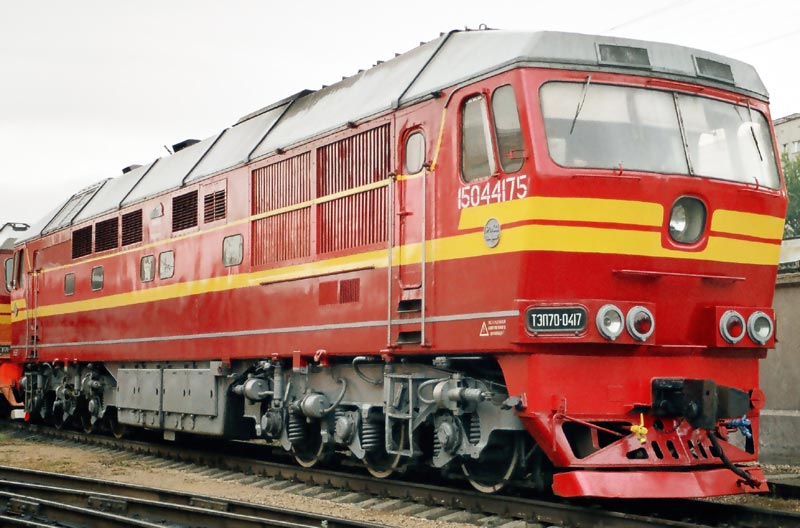
لوکوموتیو کلاس TEP70
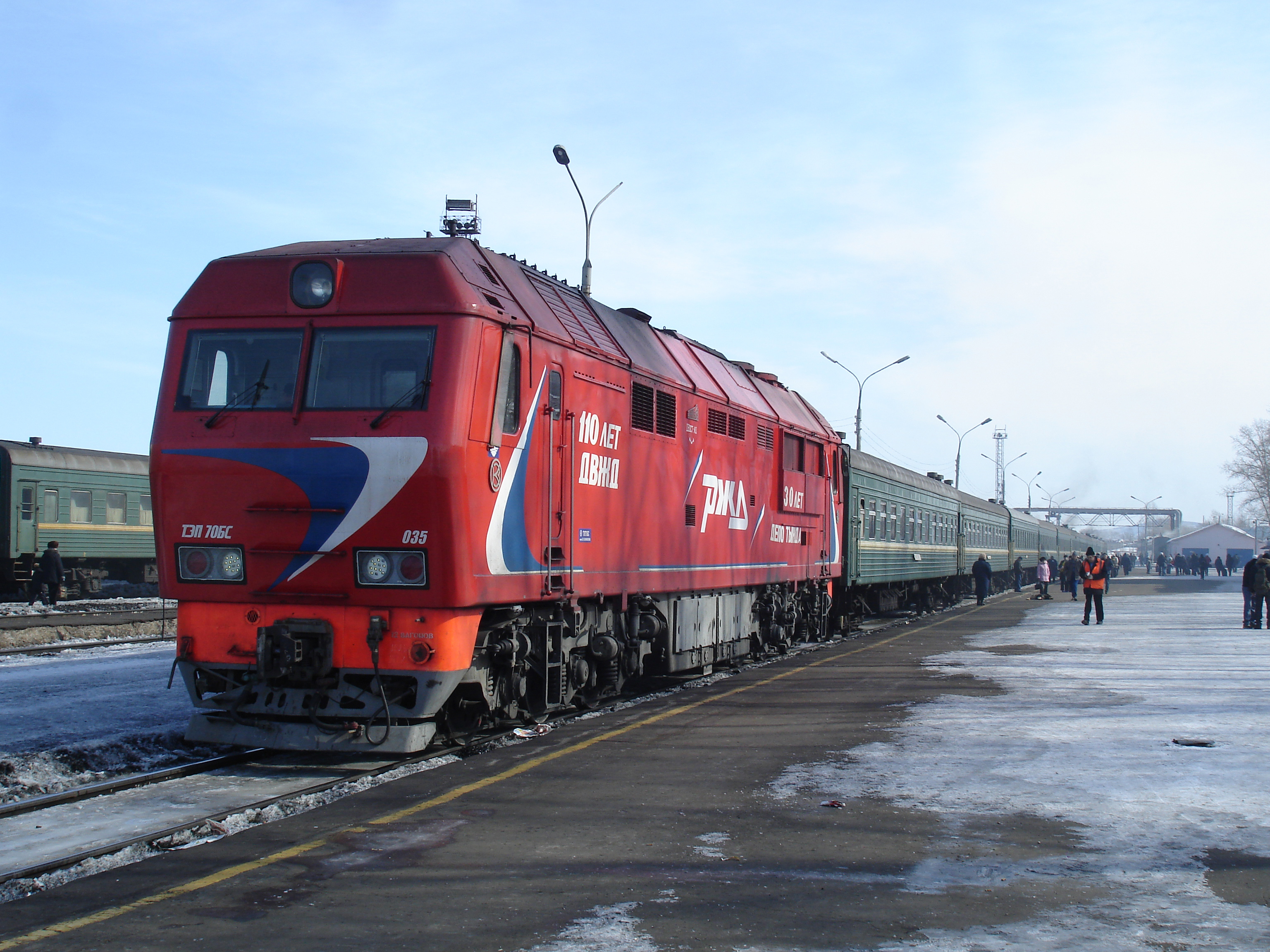
لوکوموتیو دیزل روسی TEP70BS (ТЭП70БС) در ایستگاه
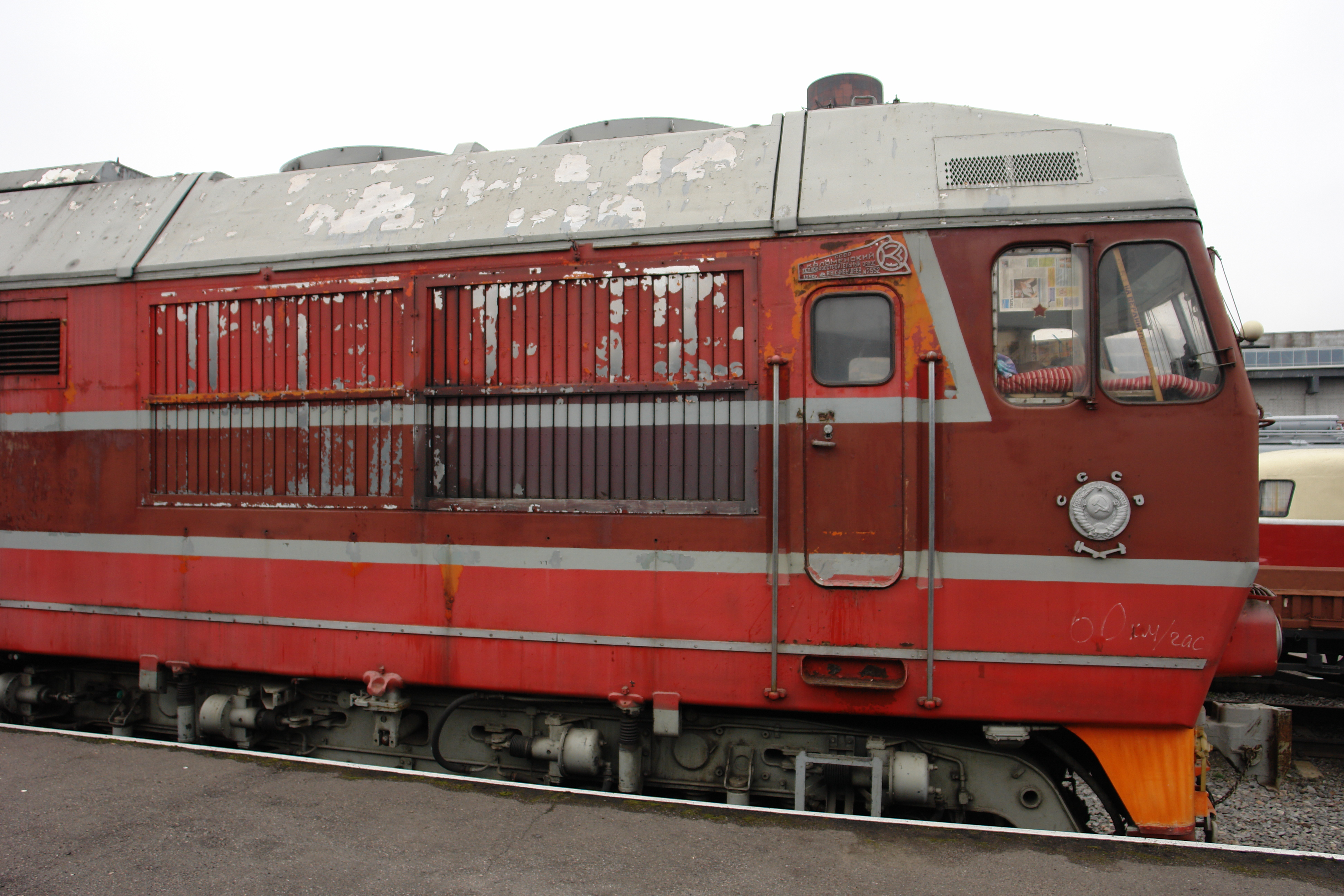
لوکوموتیو کلاس TEP80